# Matter
Matter是一项智能家居的开源标准，由连接标准联盟制定、认证、推广，该标准基于互联网协议（IP），遵循该标准的智能家居设备、移动应用程序和云服务能够进行互联和通信。

## 历史
2019年12月18日，亚马逊、苹果、谷歌、三星SmartThings和Zigbee联盟宣布发起“IP互联家庭项目”（英語：Project Connected Home over IP，简称为CHIP项目）。该项目旨在简化智能家居厂商的开发流程，提高不同设备之间的兼容性。。
2021年5月11日，CHIP项目协议正式命名为“Matter”，ZigBee联盟也更名为连接标准联盟（Connectivity Standards Alliance）。
2022年10月4日，Matter 1.0标准正式发布并开放认证。

## 标准制定参与者
详细参看：https://csa-iot.org/members/ （页面存档备份，存于）